# Rebecca Harding Davis
Rebecca Blaine Harding Davis (Washington, 24 de junho de 1831 – Mount Kisco, 29 de setembro de 1910) foi uma escritora e jornalista americana. Ela foi uma pioneira do realismo literário na literatura americana. Ela se formou oradora do Seminário Feminino de Washington na Pensilvânia. Sua obra literária mais importante é o conto "Life in the Iron-Mills", publicado na edição de abril de 1861 na revista The Atlantic Monthly, que rapidamente a tornou uma escritora consagrada. Ao longo de sua vida, Davis procurou efetuar mudanças sociais para afro-americanos, mulheres, nativos americanos, imigrantes e a classe trabalhadora, escrevendo intencionalmente sobre a situação desses grupos marginalizados no século XIX.

## Primeiros anos
Filha de Richard e Rachel Leet Wilson Harding, Rebecca Blaine Harding nasceu na David Bradford House em Washington, Pensilvânia, em 24 de junho de 1831. Rebecca era a mais velha de cinco filhos. Depois de um período empresarial sem sucesso em Big Spring, Alabama, a família finalmente definiu morar em Wheeling, na Virgínia Ocidental, em 1836. Na época, Wheeling estava se tornando uma cidade fabril produtiva, cuja concentração eram as siderúrgicas. O ambiente da cidade natal de Rebecca afetaria mais tarde os temas e a visão de sua ficção, como "Vida nos moinhos de ferro". Apesar da produtividade de Wheeling e sua localização acessível ao longo do rio Ohio, Davis descreveu sua infância como tendo pertencido a um tempo mais lento e simples, escrevendo em sua autobiografia de 1904, Bits of Gossip, que "não havia ferrovias, automóveis ou bondes, telégrafos, sem casas arranha-céus. Nem um único homem no país era possuidor de grandes acumulações de dinheiro".

## Educação
Durante a primeira parte da infância de Davis, as escolas públicas em sua cidade natal ainda não estavam disponíveis. Sua educação foi realizada principalmente por sua mãe, com instrução ocasional de tutores. Enquanto estudava em casa, Rebecca leu autores como Harriet Beecher Stowe, as irmãs Anna e Susan Warner e Maria Cummins, o que iniciou seu interesse pela literatura. Quando Davis tinha quatorze anos, ela foi enviada para Washington, na Pensilvânia, para morar com a irmã de sua mãe e frequentar o Seminário Feminino de Washington. Ela se formou como oradora da turma em 1848, com a idade de dezessete anos. Rebecca descreveu a escola como "matemática suficiente para fazer contas, astronomia suficiente para apontar constelações, um pouco de música e desenho, e francês, história, literatura a critério". Depois de retornar a Wheeling, ela se juntou à equipe do jornal da região, o Intelligencer, apresentando resenhas, histórias, poemas e editoriais, e também atuando brevemente como editora de jornal em 1859.

## Vida pessoal e família

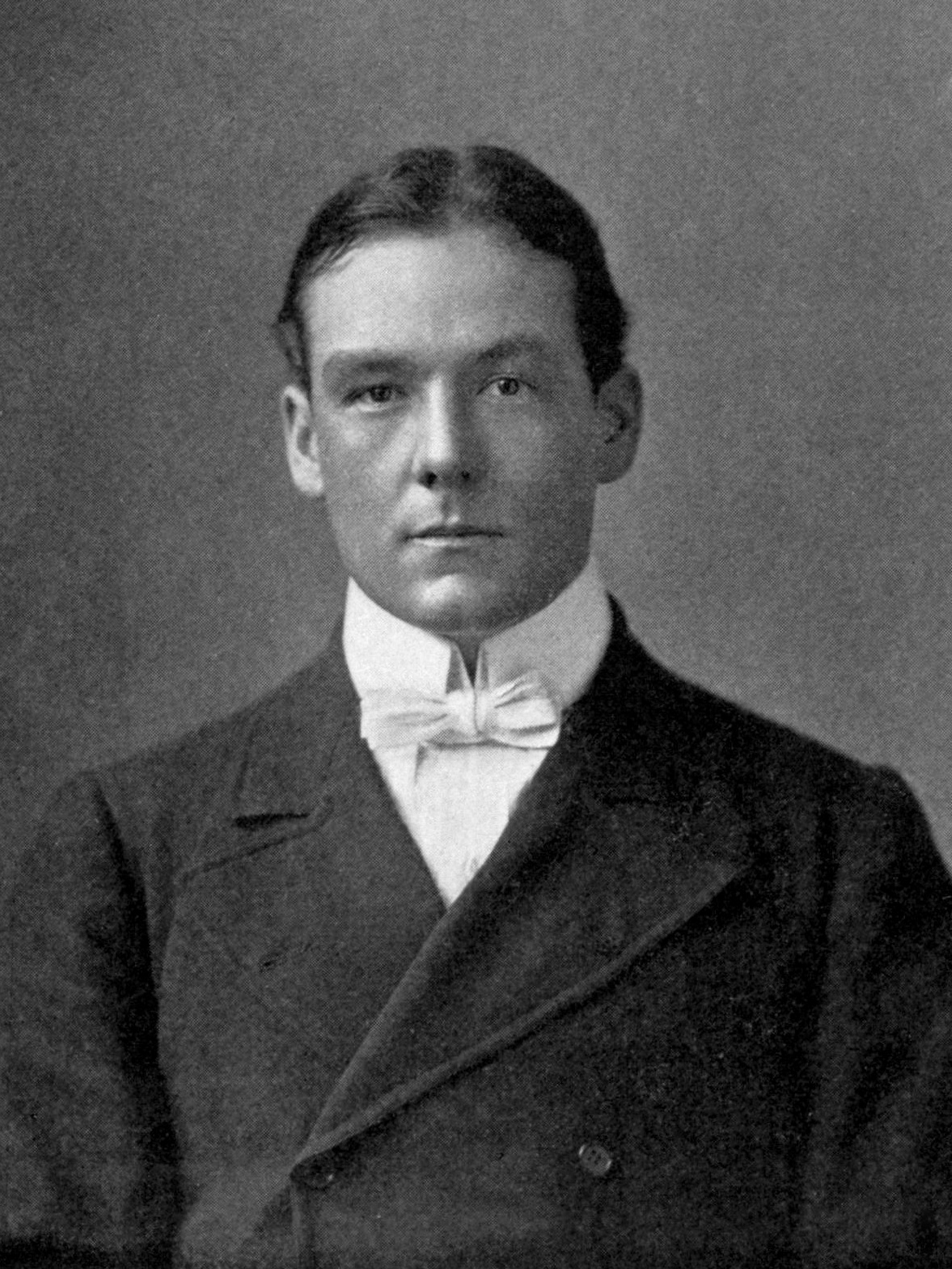
Richard Harding Daviso, o filho mais velho de Rebecca, foto de 1903

Ao retornar à sua cidade natal industrial, Wheeling, Rebecca Harding Davis socializou muito pouco, permanecendo em grande parte dentro de seu próprio círculo familiar. Ela continuou esse modo de vida isolado por treze anos até a publicação de Life in the Iron Mills em 1861.
Life in the Iron Mills, publicado no The Atlantic Monthly em abril de 1861, é considerado por muitos críticos como um documento pioneiro que marca o início do realismo na literatura americana. A publicação bem-sucedida do conto também lhe rendeu elogios nos círculos literários de sua época. Na época em que foi publicado, Harding foi reconhecido como uma "corajosa nova voz" por Louisa May Alcott e Ralph Waldo Emerson. Eles ficaram impressionados com o objetivo do autor, que era "cavar no lugar-comum, essa vida americana vulgar, e ver o que há nela". Mais tarde, ela conheceu e se familiarizou com Emerson enquanto estava com Nathaniel Hawthorne durante uma viagem que atrasou há muito tempo para conhecer seu editor James T. Fields. Ela admirava muito esses dois escritores americanos. Durante esta viagem pela Região Norte dos Estados Unidos, que se originou com o desejo de seu editor de conhecê-la pessoalmente, Davis também se tornou amiga íntima da esposa de seu editor, Annie Adams Fields.
Em sua jornada de volta de uma reunião com seu editor, Rebecca conheceu L. Clarke Davis na Filadélfia, Pensilvânia, com quem ela tinha afinidade desde que ele entrou em contato como admirador de seu trabalho após a publicação de "Life in the Iron-Mills". Eles ficaram noivos uma semana depois de se conhecerem e se casaram em 5 de março de 1863. Clarke era quatro anos mais novo que Davis e ainda não estava garantido financeiramente ou profissionalmente no mundo. No ano seguinte, ela deu à luz seu primeiro filho, Richard Harding Davis, que se tornaria escritor e jornalista. Seu segundo filho, Charles Belmont Davis nasceu em 1866 e também se tornou escritor; sua filha, Nora, em 1872.
No início do casamento, Rebecca era a principal fonte de renda da família, enquanto Clarke trabalhava para se garantir em sua carreira de advogado. Ela conseguiu isso através de sua escrita e como editora do New York Tribune. No entanto, dez anos após o casamento, Davis desapareceu substancialmente do mundo literário. Clarke desistiu da advocacia e se tornou editor do The Philadelphia Inquirer também. Em 1892, Davis recebeu um pequeno sucesso crítico e popular com Silhouettes of American Life, mas foi o último. Ela morreu aos 79 anos, em 29 de setembro de 1910.

## Legado
Escritora notável, Rebecca Harding Davis é mencionada em mais de 500 trabalhos publicados. Apesar de sua efusão de obras literárias, ela foi quase totalmente esquecida no momento de sua morte em 1910. No entanto, Davis foi redescoberta no início da década de 1970 pela escritora feminista Tillie Olsen, que encontrou uma coleção de obras de Davis em uma loja de lixo. Olsen rapidamente reconheceu o talento e o significado das obras de Davis e pessoalmente se esforçou para reintroduzir o trabalho dela. Em 1972, a editora literária The Feminist Press publicou "Life in the Iron-Mills" com a própria interpretação biográfica de Olsen da vida de Davis em relação a uma seleção de seus trabalhos publicados. O volume de não-ficção de Olsen, intitulado Silences, foi uma análise dos períodos de silêncio dos autores na literatura, incluindo bloqueios de escritor, trabalhos inéditos e os problemas que escritores da classe trabalhadora, e mulheres em particular, têm em encontrar tempo para se concentrar em suas art, e a segunda parte do livro foi um estudo da obra de Davis.
Em abril de 2013, um marco histórico em homenagem a Davis foi colocado perto do Swanson Science Center, o local do antigo McIlvaine Hall / Washington Female Seminary. O esforço para colocar o marcador lá foi liderado por Jennifer Harding, professora de inglês do Washington & Jefferson College, que não tem relação biológica com o autor. O marco histórico foi o primeiro dedicado a uma mulher em Washington, Pensilvânia.
Em 2013, uma edição da Topic-The Washington & Jefferson College Review foi dedicada a artigos sobre Davis.
Uma biografia completa intitulada Rebecca Harding Davis: A Life Among Writers, por Sharon M. Harris (Morgantown: West Virginia University Press, 2018) apareceu após a obra biográfica de Jane Atteridge Rose e Jean Pfaelzer.

## Principais obras

### Life in the Iron-Mills

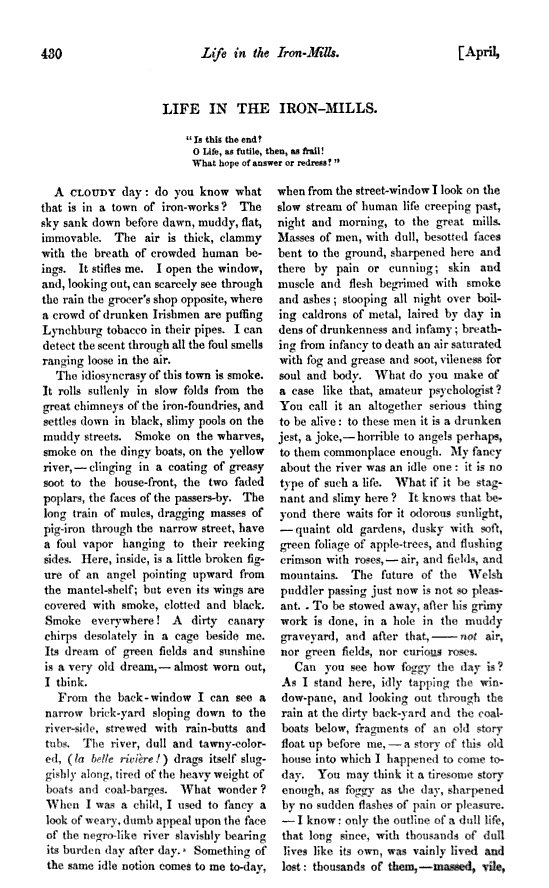
Primeira página do conto Life in the Iron-Mills, publicado pela primeira vez na revista literária The Atlantic Monthly

Life in the Iron-Mills ou The Korl Woman, é amplamente considerado o trabalho mais significativo de Rebecca Harding Davis. Publicado em 1861 no The Atlantic Monthly, "Life in the Iron-Mills" foi um dos primeiros trabalhos a explorar a industrialização na literatura americana. O conto viu sua publicação no início da Guerra Civil Americana e é um dos primeiros trabalhos publicados de Davis. Tornou-se um texto importante não apenas por seu mérito artístico, mas por suas implicações históricas. Tanto sua forma quanto seu conteúdo foram inovadores na época de sua publicação, sendo uma narrativa que acompanha a vida dos trabalhadores e as consequências da industrialização, em um estilo tradicionalmente realista.
Life in the Iron-Mills se passa em uma pequena vila cujo centro é o trabalho industrial, especialmente o dos moinhos de ferro. É descrita como uma vila poluída e opressiva, habitada por trabalhadores, na sua maioria uma “multidão de homens, com rostos obtusos e embriagados curvados ao chão, afiados aqui e ali pela dor ou pela astúcia; pele, músculos e carne manchados de fumaça e cinzas”. O protagonista do conto é Hugh Wolfe, um trabalhador de uma usina de ferro que possui talento artístico e um desejo espiritual por formas superiores de prazer e realização. Apesar da esperança do impulso artístico de Wolfe, ele se torna o herói trágico da história, pois seu anseio por uma vida melhor o leva à prisão e à morte final.
Embora o conto se preocupe com temas maiores, como a industrialização e a classe trabalhadora, a representação de Hugh Wolfe por Davis e seu domínio do realismo permitem que o leitor se concentre no indivíduo dentro da classe trabalhadora e nas consequências de suas realidades em seu coração. e alma. Em Life in the Iron-Mills, Harding revela o que historicamente foi feito aos trabalhadores e sugere o que poderia ser feito por eles, educação moral e elevação social.

## Estilo literário
O estilo literário de Rebecca Harding Davis é mais comumente rotulado como realismo. No entanto, suas obras literárias marcam uma transição do romantismo para o realismo literário, de modo que combinam elementos do sentimentalismo, romantismo, realismo e naturalismo. Por exemplo, Life in the Iron-Mills usa elementos sentimentais como um narrador que se dirige diretamente ao leitor bem definido, um propósito didático e personagens em situações extremas com o propósito de instigar emocionalmente o leitor à ação. O conto também usa elementos românticos como uma estátua simbolizando uma mulher espiritualmente faminta e de propriedade do narrador, lembrando a relíquia encontrada na alfândega pelo narrador de A Letra Escarlate, de Nathaniel Hawthorne. E usa um estilo realista com especificidade jornalística e personagens típicos de sua classe social e falando em seu vernáculo, comparável ao de escritores no auge do realismo literário americano, que surgiu duas décadas após a publicação do texto. Embora o realismo seja o gênero notavelmente mais ligado às obras coletivas de Davis, o naturalismo também prevalece em seu estilo de escrita. O naturalismo está tematicamente ligado ao realismo. Enquanto os realistas, como Davis, se esforçam para retratar a realidade; os naturalistas expandem essa realidade abordando as influências científicas e/ou psicológicas nos personagens devido a seus ambientes. Em Life in the Iron Mills, os dois gêneros são misturados para criar uma representação realista da vida cotidiana do operário de ferro Hugh Wolfe, bem como ilustrar os efeitos desse ambiente sobre ele. Além do realismo e do naturalismo, Davis também publicou obras empregando gêneros literários como o gótico e o folclore.

## Temas recorrentes
Temas recorrentes nas obras de Rebecca Harding Davis são as questões sociais e políticas do século XIX: a Guerra Civil Americana, raça, regionalismo, classe trabalhadora e mulheres.

### Industrialização
Tendo morado na cidade siderúrgica de Wheeling, na Virgínia Ocidental, Davis teve experiência em primeira mão com as controvérsias e dificuldades associadas a industrialização. Ela utiliza o tema da industrialização em Life in the Iron Mills, chamando a atenção para o cenário sombrio e sombrio das fábricas de ferro. Ela não apenas fornece imagens vívidas da paisagem sombria, mas também imagens da classe trabalhadora. Ao explorar os efeitos das usinas de ferro em seus habitantes, Davis é capaz de retratar suas próprias preocupações e frustrações associadas à marginalização da classe trabalhadora. A representação de Davis das rotinas diárias da classe trabalhadora é um tema comum em toda a sua escrita e, mais importante, serve ao propósito de desvendar os maus-tratos de tais indivíduos. Seu objetivo ao relacionar a fome física e mental que assola os habitantes desses moinhos é exortar seu público a formar soluções espirituais para esses problemas, em vez de soluções sociais.

### Papéis sociais das mulheres
A exploração dos papéis sociais das mulheres na sociedade do século XIX é um tema comum nas obras de Davis. Suas personagens femininas podem ser vistas como os primeiros símbolos protofeministas porque exemplificam as questões que envolvem a mercantilização das mulheres e a sociedade patriarcal que impõe restrições à identidade feminina. Essas questões podem ser vistas na heroína do romance de Davis, Margret Howth. Embora Howth trabalhe nas fábricas, seus problemas fluem de suas relações com seus colegas homens. No final do romance, ela se casa com Stephen Holmes, que pode simbolizar sua aceitação de seu destino cristão, apesar dos protestos de seu pai, e sua aceitação do papel de esposa e mãe. Através dessa personagem, Davis está representando o poder que a sociedade patriarcal tem sobre a mulher do século XIX, ao mesmo tempo em que apresenta uma personagem feminina forte que reconhece sua independência moral. Davis vai mais longe em sua exploração da verdadeira identidade feminina, abordando o papel que a domesticidade desempenha na vida de seus personagens. A domesticidade, que uma vez definiu os papéis das mulheres do século XIX, é alterada pela colocação de mulheres de Davis nas usinas de ferro. Ao descrever as duras condições em que essas mulheres trabalhavam, Davis está capitalizando a ideia de que as mulheres são capazes de integrar a vida profissional em sua vida doméstica.
Outra obra em que Davis retrata o poder de uma figura feminina é Life in the Iron Mills. A Mulher Korl, esculpida por Hugh Wolfe, representa uma imagem sublime abrangente da feminilidade da classe trabalhadora. A intensidade com que esta figura é recebida e a qualidade humanística da sua estrutura transmitem uma mensagem destinada a revelar a verdadeira imagem não só dos trabalhadores, mas também da beleza feminina. A mulher Korl serve como um símbolo que desafia os padrões de feminilidade do século XIX. Assim, Davis utiliza a Korl Woman para retratar os efeitos realistas das usinas de ferro, ao mesmo tempo em que questiona as restrições sociais femininas como um todo.

## Obras publicadas

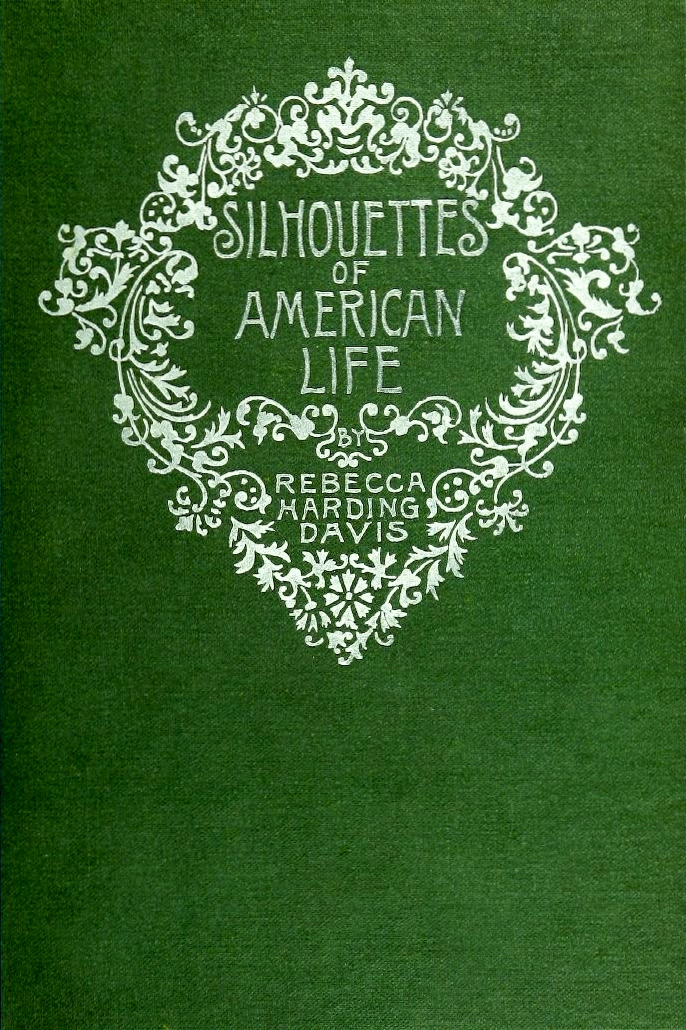
Capa da primeira edição de Silhouettes of American Life, 1892

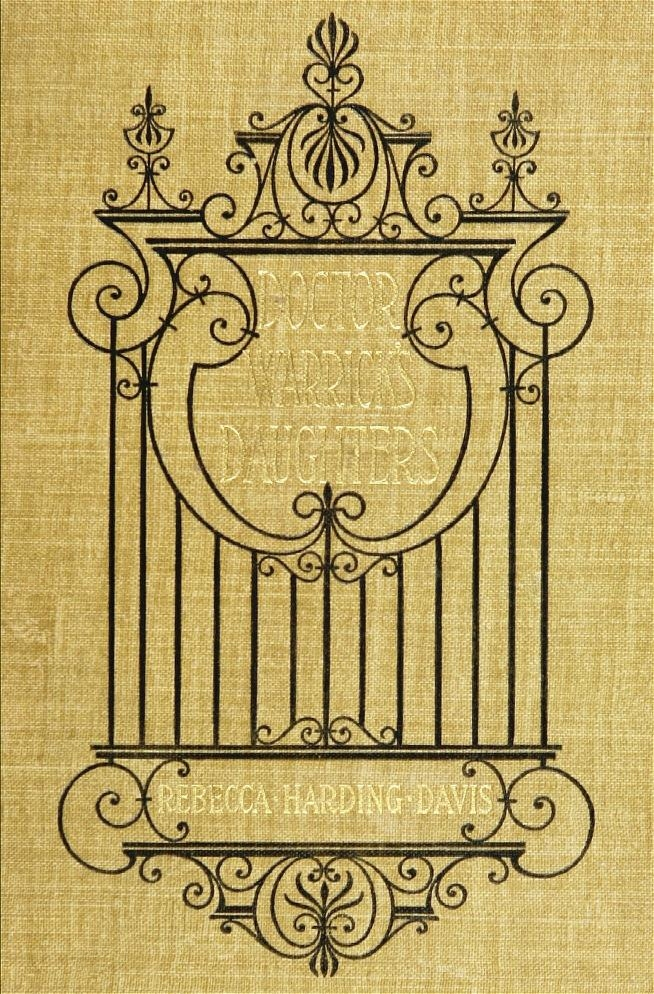
Capa da primeira edição de Warrick's Daughters, 1896

### Livros
- 1861: Margret Howth (em inglês)
- 1867: Waiting for the Verdict (em inglês)
- 1873: Kitty's Choice or Berrytown and Other Stories (em inglês)
- 1874: John Andross (em inglês)
- 1878: A Law unto Herself (em inglês)
- 1886: Natasqua (em inglês)
- 1892: Kent Hampden (em inglês)
- 1892: Silhouettes of American Life (em inglês)
- 1896: Doctor Warrick's Daughters (em inglês)
- 1897: Frances Waldeaux (em inglês)
- 1904: Bits of Gossip(em inglês)

### Contos fictícios
- 1861: Life in the Iron Mills, The Atlantic Monthly (em inglês)
- 1862: David Gaunt (em inglês)
- 1862: John Lamar (em inglês)
- 1863: Paul Blecker (em inglês)
- 1864: The Wife's Story (em inglês)
- julho de 1864: The Atlantic Monthly (em inglês)
- 1865: Ellen (em inglês)
- 1866: The Harmonists (em inglês)
- 1868: In the Market (em inglês)
- 1868: A Pearl of Great Price (em inglês)
- 1870: Put out of the Way (em inglês)
- 1873: General William Wirt Colby,  Wood's Household Magazine (em inglês)
- 1873–1874: Earthen Pitchers (em inglês)
- 1876: Marcia (em inglês)
- 1878: A Day with Doctor Sarah (em inglês)

### Ensaios
- 1869: Men's Rights (em inglês)
- 1885: Some Testimony in the Case (em inglês)
- 1887: Here and There in the South (em inglês)
- 1891: Women in Literature (em inglês)
- 1895: In the Gray Cabins of New England (em inglês)
- 1902: The Disease of Money-Getting (em inglês)